# Nguyệt Hồ
Nguyệt Hồ (tiếng Trung: 月湖区; bính âm: Yuèhú qū) là một khu (quận) thuộc địa cấp thị Ưng Đàm, tỉnh Giang Tây, Trung Quốc.

## Hành chính
Nguyệt Hồ được chia ra làm 8 đơn vị hành chính cấp hương, bao gồm 6 nhai đạo, 1 trấn và 1 hương.
- Nhai đạo: Giang Biên (江边街道), Giao Thông (交通街道), Đông Hồ (东湖街道), Mai Viên (梅园街道), Tứ Thanh (四青街道), Bạch Lộ (白露街道)
- Trấn: Đồng Gia (童家镇)
- Hương: Hạ Phụ (夏埠乡)